# 1785
Cette page concerne l'année 1785  du calendrier grégorien.
L'année 1785 est une année commune qui commence un samedi.

## Événements
- 5 janvier : le vice-roi du Brésil supprime toutes les manufactures textiles du Minas Gerais et de Rio de Janeiro, sauf celles qui fabriquent des tissus grossiers pour le vêtement des esclaves ou les sacs[1].
- 27 janvier : fondation de l'Université de Géorgie[2].

- 6 juillet : le Congrès de la Confédération adopte le dollar comme monnaie unique des États-Unis[3].
- 20 juillet : tremblements de terre à Saint-Domingue[4].
- 23 juillet - 5 août: les Vénitiens bombardent de nouveau Sousse en Tunisie[5].

- 1er août, Brest : début des voyages de La Pérouse en Asie, en Amérique du Nord et Pacifique Ouest (fin en 1788)[6]. Les deux navires de l'expédition la Boussole et l'Astrolabe se perdront dans le Pacifique Sud. À ce jour[Quand ?], l'épave de "l'Astrolabe" n'a jamais été retrouvée.
- 21 août - 18 septembre : l'escadre vénitienne de l'amiral Angelo Emo bombarde Sfax[5].

- 30 octobre - 20 novembre : les Vénitiens attaquent le port de La Goulette en Tunisie[5].

### Asie
- 3 janvier : l'armée birmane envoyée par le roi Bodawpaya s'empare de Mrauk U, capitale de l'Arakan[7]. Celui-ci cesse d'être un royaume indépendant.
- 19 janvier : victoire navale Tây Sơn sur le Siam à la bataille de Rạch Gầm-Xoài Mút (aujourd'hui province de Tiền Giang, au Vietnam)[8].

- 11 février : mort de Ali Murâd Khan, shah de Perse. Le gouverneur d'Ispahan Bagher usurpe le pouvoir[9].
- 18 février : Jafar Khan entre dans Ispahan, fait arrêter le gouverneur Bagher et ses partisans et se fait proclamer shah de Perse (fin de règne en 1789)[9].
- Février : après leur succès contre le royaume d'Arakan, les birmans tentent, sans succès, d'envahir le Siam (fin en 1786)[10].

- 10 mars : création de la Compagnie des Philippines par l'Espagne (Compañia de Filipinas)[11].
- 13 mars : échec du siège de Phuket par les Birmans[12].

- 6 mai, Iran : le Kadjar Agha Mohammad Khan prend possession d'Ispahan après sa victoire sur les Zand. Jafar Khan se replie à Chiraz[9]. En juin, Agha Mohammad entreprend de soumettre les régions de Peria et de Lorestan mais est battu par les Lors et les Bakhtiaris[9].

- 18 août : Jafar Khan profite de la défaite de son compétiteur pour quitter Chiraz et marcher sur Ispahan ; le gouverneur Bagher, libéré par Mohammad Shah, se réfugie dans la citadelle qui tombe le 26 octobre[9].

- 2 septembre : les Kadjar s'emparent de Téhéran. Agha Mohammad Khan se fortifie dans cette ville qui devient sa capitale le 12 mars 1786[13].

- Le Khanat de Boukhara devient un émirat[14].

### Europe
- 7 janvier : le Français Jean-Pierre Blanchard et l'américain John Jeffries voyagent de Douvres, Angleterre à Guînes, France dans un ballon gonflé à l’hydrogène, devenant les premiers à traverser la Manche par air.

- 13 janvier : le journaliste britannique John Walter édite le premier numéro du London Daily Universal Register (The Times en 1788)[15].

- 11 février[16] : Joseph II supprime l’administration des comitats en Hongrie pour lui substituer dix districts d’égale importance, plus trois pour la Transylvanie. Des commissaires royaux nommés par l’empereur remplacent les préfets élus[17].

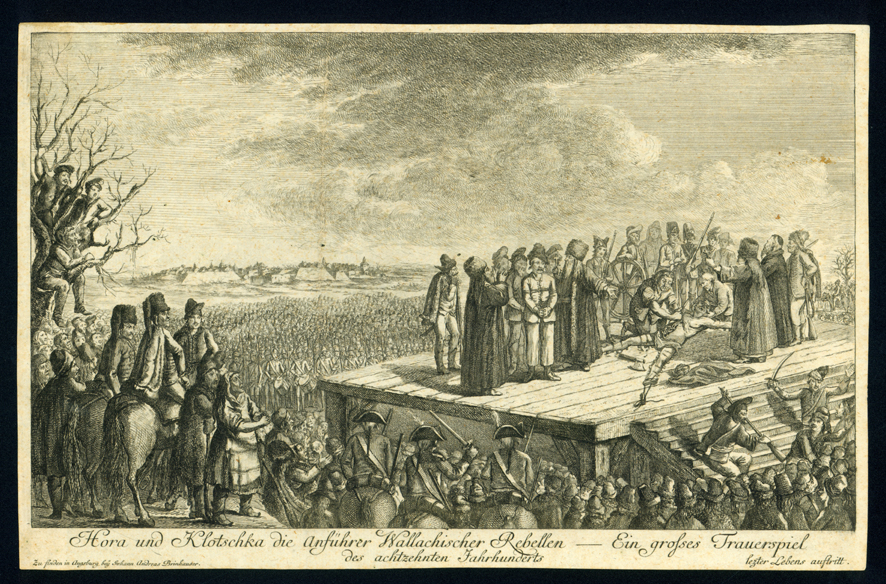
28 février : exécution de Horea et Cloșca. Fin de la révolution transylvaine.

- 28 février : répression de la révolte de Horea en Transylvanie. Ses chefs sont mis à mort[18].

- 21 avril, Russie : Catherine II de Russie renforce le pouvoir des villes et de la noblesse par la publication de deux chartes[19]. Les privilèges sont codifiés par la Charte de la Noblesse : exemptés d’impôts, dégagés de toute obligation envers l’État, les nobles ont désormais un pouvoir absolu sur leurs paysans, soumis, eux, au règne du plus total arbitraire puisqu’ils se retrouvent privés de tout recours devant l’administration impériale. La charte des Citadins les répartis en six classes (propriétaires, marchands, artisans, artisans travaillant à leur compte, professions libérales, étrangers). Ils élisent une Douma municipale, composée de six conseillers municipaux et d’un maire.

- 8 mai : l'infant de Portugal João épouse Charlotte-Joachime d'Espagne[20].

- Juin, Provinces-Unies : révolte des patriotes, rassemblés à Utrecht. Les corps francs concluent « L’Acte d’association » en pour réclamer une vraie constitution républicaine et l’élargissement du droit de suffrage[21]. Les Régents tentent de résister à la montée de la démocratie, et font même des avances à Guillaume V d'Orange-Nassau, ce qui radicalise le mouvement révolutionnaire. Les patriotes s’organisent militairement quand le stathouder fait disperser les manifestations en décembre.

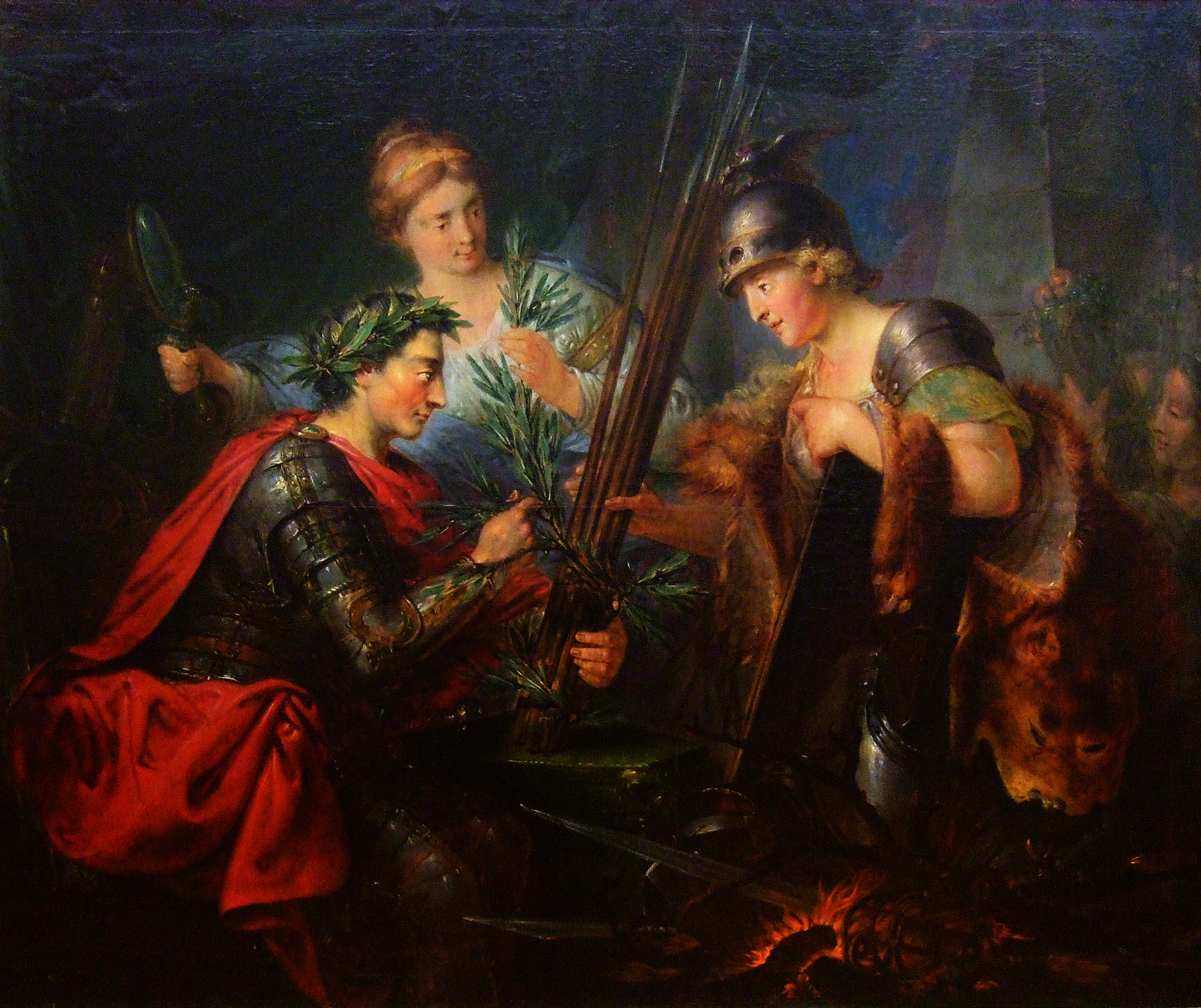
23 juillet : ligue des Princes. Allégorie par Bernhard Rode, 1786. Joseph II propose à l’électeur de Bavière Charles Théodore d’échanger la Bavière contre les Pays-Bas autrichiens. Frédéric II de Prusse réunit aussitôt les princes allemands pour former une ligue de princes (en allemand Fürstenbund) afin de préserver la constitution du Saint-Empire. Il fait échouer le projet après l’intervention de Vergennes.

- 23 juillet : Frédéric II de Prusse forme la ligue des Princes en Allemagne avec la Saxe et le Hanovre pour contrer la puissance des Habsbourg[22].

- 27 août : accords frontaliers entre l’Espagne et la France[23].

- 2 septembre : abolition du servage en Hongrie et en Transylvanie[24].
- 15 septembre : le stadhouder Guillaume V d'Orange-Nassau, privé du commandement de la garnison de La Haye, se replie en Gueldre[25].

- 8 novembre : le traité de Fontainebleau confirme la fermeture de l'Escaut à l'issue de la guerre de la Marmite. Joseph II tente de rouvrir l’Escaut à la navigation, mais les Hollandais, appuyés par la France et la Prusse, le font reculer en lui versant 8,5 millions de florins en novembre. Abandon des places de la Barrière par les Provinces-Unies[26].

- 11 décembre : décret (handbillet) de Joseph II restreignant la création de loges maçonniques dans l’empire[27].

## Naissances en 1785
- 4 janvier : Jacob Grimm, conteur et linguiste allemand († 20 septembre 1863).
- 23 janvier : Carl Adolph Agardh, botaniste, mathématicien, économiste et homme politique suédois († 28 janvier 1859).
- 30 janvier : Abel de Pujol, peintre néoclassique français († 29 septembre 1861).

- 8 février : Martín Miguel de Güemes, chef militaire et homme politique espagnol puis argentin († 17 juin 1821).
- 10 février : Claude Louis Marie Henri Navier, ingénieur français théoricien de la mécanique des fluides († 21 août 1835).
- 27 février : Manuel Rodríguez Erdoíza, officier, avocat et homme politique chilien († 26 mai 1818).

- 6 mars : Karol Kurpiński, compositeur et chef d'orchestre polonais († 18 octobre 1857).
- 21 mars : Woutherus Mol, peintre néerlandais († 30 août 1857).
- 22 mars : Adam Sedgwick, géologue britannique († 27 janvier 1873).
- 27 mars : Louis Charles de France, duc de Normandie puis dauphin de France (Louis XVII) († 8 juin 1795).7
- 4 avril : Bettina von Arnim, écrivaine allemande († 20 janvier 1859).

- 19 avril : Alexandre-Pierre-François Boëly, compositeur, pianiste, organiste et professeur français († 27 décembre 1858).
- 21 avril : Charles de Flahaut, diplomate français († 2 septembre 1870).
- 26 avril : Jean-Jacques Audubon, ornithologue, naturaliste et peintre américain d'origine française († 27 janvier 1851).

- 3 mai : Vicente López y Planes, écrivain et homme politique espagnol puis argentin († 10 octobre 1856).
- 13 mai : Friedrich Christoph Dahlmann, historien et homme politique allemand († 5 décembre 1860).
- 16 mai : Antoine Béranger, peintre et graveur français († 21 avril 1867).

- 17 juin : Joseph Czerny, professeur de piano et compositeur autrichien († 7 janvier 1842).

- 11 juillet : Jean-Jacques Monanteuil, peintre français de genre, de portraits et paysagiste († 10 juin 1860).
- 14 juillet : Stéphanie de Virieu, peintre et sculptrice française († 9 mai 1873).
- 22 juillet : Jean Nicolas Laugier, peintre, graveur et illustrateur français († 20 février 1875).

- 30 août : Lin Zexu, militaire, érudit et fonctionnaire chinois († 22 novembre 1850).

- 5 octobre : Giovanni Migliara, enseignant et peintre italien († 18 avril 1837).
- 15 octobre : José Miguel Carrera, général chilien d'origine basque († 4 septembre 1821).
- 23 octobre : Antoine de Stolberg-Wernigerode, homme politique allemand († 11 février 1854).
- 31 octobre : Georg Friedrich Kersting, peintre et dessinateur allemand († 1er juillet 1847).

- 7 novembre : Friedrich Kalkbrenner, compositeur et pianiste allemand naturalisé français († 10 juin 1849).
- 30 novembre : Charles de Mecklembourg-Strelitz, président du Conseil d'État et général du royaume de Prusse († 21 septembre 1837).

- 25 décembre : Étienne de Gerlache, magistrat, homme d'État et historien belge († 10 février 1871).
- 30 décembre : Édouard Pingret, peintre et lithographe français († 3 juillet 1869).
- Date inconnue :
- Anna Maria Ball, philanthrope irlandaise († 28 mars 1871).

## Décès en 1785

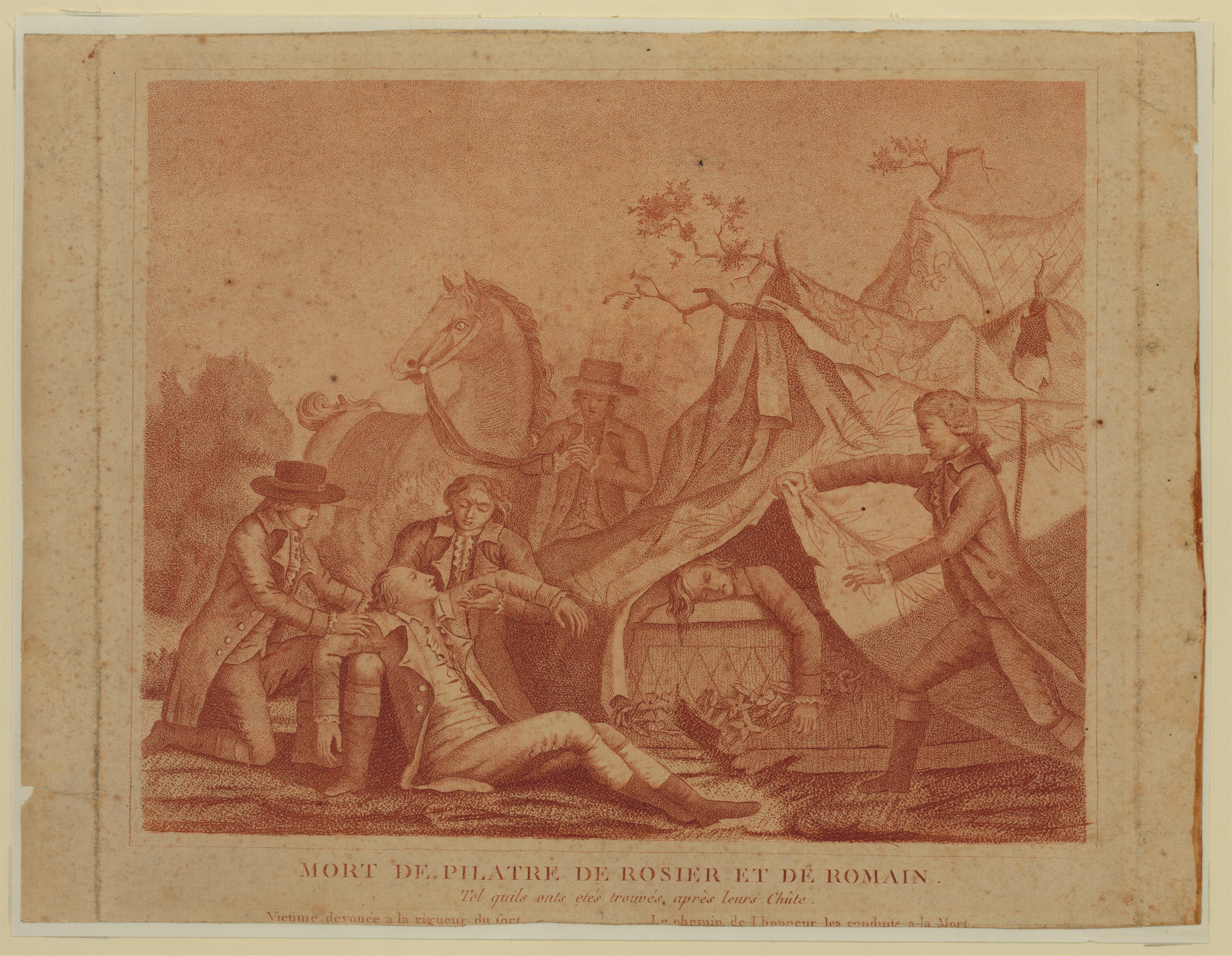
15 juin : mort de Jean-François Pilâtre de Rozier

- 3 janvier : Baldassare Galuppi, compositeur vénitien (° 18 octobre 1706).
- 7 janvier : Khwaja Mir Dard (en), poète soufi de langue urdû, en Inde[28].

- 5 février : Donat Nonnotte, peintre français spécialiste des portraits (° 10 février 1708).
- 24 février : 
  - Charles Bonaparte, père de Napoléon Ier et grand-père de Napoléon III (° 27 mars 1746).
  - Thomas Dyke Acland (7e baronnet), homme politique anglais (° 14 août 1722).
- 27 février : Nicolas Truit, peintre français (° 1737).

- 2 avril : Gabriel Bonnot de Mably, philosophe français (° 14 mars 1709).

- 8 mai :
  - Étienne François, duc de Choiseul, homme d'État français (° 28 juin 1719).
  - Pietro Longhi, peintre vénitien (° 5 novembre 1701).
- 27 mai : Jean-Baptiste Le Paon, peintre français (° 15 mars 1738).

- 15 juin : Jean-François Pilâtre de Rozier, scientifique français (° 30 mars 1754).

- 6 juillet : Satake Yoshiatsu, daimyo et peintre japonais (° 24 novembre 1748).

- 31 août : Pietro Chiari, auteur dramatique, romancier et librettiste italien (° 25 décembre 1712).

- 15 octobre : Antoine-Joseph des Laurents, évêque catholique français (° 24 février 1713).

- 14 décembre : Giovanni Battista Cipriani, graveur et peintre rococo et néoclassique italien (° 1727).
- 29 décembre : Johan Herman Wessel, poète et dramaturge norvégien de langue danoise (° 6 octobre 1742).

- Date précise inconnue : 
  - Marianne-Agnès Falques, femme de lettres française (° 1720).
  - Thomas Leland, théologien et historien irlandais (° 1722).